# Belgisch kampioenschap tijdrijden voor dames junioren

De Belgische kampioenentrui

Het Belgisch kampioenschap tijdrijden voor Dames Junioren is een jaarlijkse tijdrit in België voor rensters met Belgische nationaliteit van 17 en 18 jaar. Er wordt gereden voor de nationale titel.

## Erelijst
| Jaar | Plaats                | Winnaar                                 | 2de                                     | 3de                                     |
| 2025 | Heusden-Zolder        | Laura Fivé                              | Yana Decruyenaere                       | Melanie Lemmens                         |
| 2024 | Geraardsbergen        | Ilken Seynave                           | Ella Heremans                           | Lotte Olbrechts                         |
| 2023 | Waregem               | Luca Vierstraete                        | Xaydée Van Sinaey                       | Anna Vanderaerden                       |
| 2022 | Gavere                | Febe Jooris                             | Xaydée Van Sinaey                       | Zélie Graux                             |
| 2021 | Koksijde              | Febe Jooris                             | Marith Vanhove                          | Sterre Vervloet                         |
| 2020 | Borlo                 | Niet verreden vanwege de coronapandemie | Niet verreden vanwege de coronapandemie | Niet verreden vanwege de coronapandemie |
| 2019 | Sint-Lievens-Houtem   | Julie De Wilde                          | Elena Debouck                           | Esmée Gielkens                          |
| 2018 | Vresse-sur-Semois     | Shari Bossuyt                           | Luna Renders                            | Amber Aernouts                          |
| 2017 | Anzegem               | Shari Bossuyt                           | Alana Castrique                         | Noa Selosse                             |
| 2016 | Borlo                 | Nathalie Bex                            | Noa Selosse                             | Chayenne Vranken                        |
| 2015 | Overpelt              | Lenny Druyts                            | Nathalie Bex                            | Fenna Vanhoutte                         |
| 2014 | Hooglede              | Jesse Vandenbulcke                      | Lenny Druyts                            | Saartje Vandenbroucke                   |
| 2013 | Maldegem              | Kelly Van den Steen                     | Lotte Kopecky                           | Kaat Van Der Meulen                     |
| 2012 | Lacs de l'Eau d'Heure | Lotte Kopecky                           | Dana Lodewyks                           | Kaat Van Der Meulen                     |
| 2011 | Tervuren              | Steffy Van den Haute                    | Marlène Wintgens                        | Evelien Deltombe                        |
| 2010 | Habay-la-Neuve        | Daisy Depoorter                         | Tessa De Moyer                          | Marlène Wintgens                        |
| 2009 | Saint-Ghislain        | Anisha Vekemans                         | Kaat Hannes                             | Daisy Depoorter                         |
| 2008 | Moeskroen             | Evelyn Arys                             | Jessie Daams                            | Jolien D'hoore                          |
| 2007 | Maldegem              | Veronique Staes                         | Kim Vermeiren                           | Sanne Van Reusel                        |
| 2006 | Wachtebeke            | Veronique Staes                         | Tine Ghyselinck                         | Goedele Van den Steen                   |
| 2005 | Halle                 | Alice Pirard                            | Goedele Van den Steen                   | Tamara Laeremans                        |
| 2004 | Wachtebeke            | Katrien Verbeek                         | Axelle Doisy                            | Lindsey Sticker                         |
| 2003 | Wachtebeke            | Sara Peeters                            | Lien Beyen                              | Laurence Melys                          |
| 2002 | Geel                  | Sara Peeters                            | Grace Verbeke                           | Loes Sels                               |
| 2001 | Torhout               | Kathy Ingels                            | Ellen Gevers                            | Ilse Temmerman                          |
| 2000 | Sint-Niklaas          | Ine Wannijn                             | Sharon Van Dromme                       | Corinne Hierckens                       |
| 1999 | Sint-Niklaas          | Ine Wannijn                             | Laure Werner                            | Nele Vandenbossche                      |